# Утинское сельское поселение (Омская область)
Утинское се́льское поселе́ние — муниципальное образование в Называевском районе Омской области Российской Федерации.
Административный центр — село Утичье.

## История
Статус и границы сельского поселения установлены Законом Омской области от 30 июля 2004 года № 548-ОЗ «О границах и статусе муниципальных образований Омской области».

## Население
| 2010 | 2011 | 2012 | 2013 | 2014 | 2015 | 2016 |
| ---- | ---- | ---- | ---- | ---- | ---- | ---- |
| 838  | ↘835 | ↘800 | ↘750 | ↘689 | ↘645 | ↘629 |
| 2017 | 2018 | 2019 | 2020 | 2021 | 2023 |      |
| ↘609 | ↘592 | ↘551 | ↘525 | ↗548 | ↘513 |      |

## Состав сельского поселения
| № | Населённый пункт | Тип населённого пункта       | Население |
| - | ---------------- | ---------------------------- | --------- |
| 1 | Драгунка         | деревня                      | ↘116      |
| 2 | Константиновка   | деревня                      | ↘215      |
| 3 | Спасск           | деревня                      | ↘161      |
| 4 | Утичье           | село, административный центр | ↘346      |

### Упразднённые населённые пункты
Энбекши-Казах — упразднённый в 2008 году аул.